# Viburnum bracteatum
Viburnum bracteatum är en desmeknoppsväxtart som beskrevs av Alfred Rehder. Viburnum bracteatum ingår i släktet olvonsläktet, och familjen desmeknoppsväxter. Inga underarter finns listade i Catalogue of Life.